# Indus Media Group
Indus Media Group (también abreviado como IMG) es una empresa paquistaní que transmite una combinación de canales de noticias y entretenimiento gratuitos por satélite.
IMG posee y opera la marca Indus de canales de televisión en varios mercados globales. Posee y opera los canales "Indus Vision", "Indus Music" e "Indus Plus".

## Empresa
Indus Media Group (IMG) posee y opera Indus TV Network (Private) Limited y la marca Indus de canales de televisión en varios mercados globales.

## Marcas

### Indus Plus
Indus Media lanzó un canal de 24 horas llamado Indus Plus que ofrece una combinación de actualizaciones periódicas de noticias, infoentretenimiento y entretenimiento con cada segmento dedicado a dirigirse a audiencias específicas. Sus programas incluían programas de entrevistas, programas de cocina, entrevistas con celebridades, noticias, opiniones, temas de actualidad, deportes, actualizaciones de los mercados de valores, programas para mujeres y programas de juegos interactivos en horario de máxima audiencia. Este ha sido reemplazado por Indus News.

### Indus TV
Indus TV es un canal de televisión paquistaní que ofrece entretenimiento general, información y noticias las 24 horas. Es propiedad de Indus Media Group. Transmite programas de entrevistas, dramas, películas, enseñanzas bíblicas y programas para niños. También transmite y se dirige a televidentes étnicos en mercados fuera de sus regiones de origen para personas de Oriente Medio, América del Norte y Europa .

### Visión Indo
Indus Vision es el primer canal satelital independiente de Pakistán y un canal de entretenimiento general. Opera las 24 horas del día y ofrece programación en urdu que incluye dramas, comedias de situación, programas de entretenimiento y revistas, programas de cocina, desfiles de moda, programas de entrevistas, películas de televisión, programación para niños (incluido el popular segmento de 3 horas Indus Chotu ) y música. Fue fundada en 2000 y es propiedad de Indus Media Group.

### Programas
Sus programas incluyen:
- Dil Ki Baat
- Visión del ojo
- Inicio Show
- Indus Chotu
- Indus Yoga
- Kaanch Ki Gudiya
- Mera Naam Hay Mohabat
- Pak Raha Hai Kia
- Sawal
- Sitaron Ki Shaam
- Sola Singhar
- Estudio3

### Indus News
Indus News es un canal de noticias, infoentretenimiento y entretenimiento que funciona las 24 horas. Básicamente, era un canal de noticias en urdu, pero se cerró en 2012. . Tiene boletines de noticias a la hora cada hora. Además de una programación diversa para todos los espectadores, ofrece programación diurna dedicada a las mujeres y es la primera de su tipo en Pakistán. Indus News ofreció programación en urdu que incluye programas de entrevistas, documentales de Hassan Wassan, programas de cocina, entrevistas con celebridades, telenovelas, noticias y opiniones, actualidad, deportes y actualizaciones de los mercados de valores. También incluye programas de juegos interactivos en horario de máxima audiencia. Sus transmisiones de matutinos, programas infantiles, dramas, ha sido bien recibida por el público. Emitió programas de diferentes géneros.

### Indus Music
Indus Music es un canal de música paquistaní propiedad de Indus Media Group. Tiene VJ interactivos, rellenos de cómics, entrevistas a celebridades, espectáculos temáticos y conciertos en vivo. Transmite solamente música pakistaní y es la responsable de organizar los premios IM Awards. Fue fundada en 2001 y es propiedad de Indus TV Network.
En términos de formato, la mensajería instantánea se compara con cualquier canal de música popular internacional que ofrece música las 24 horas del día.

### IM-MTV Asia
Para unir al mundo a través de la música, IM ha creado la colaboración IM-MTV Asia.
Indus Music se ofrece actualmente en Pakistán y en otros 64 países.
IM es reemplazado por MTV Pakistán, donde como un segmento de Indus Music International se ejecuta en el canal hermano G Kaboom.

### G Kaboom
G Kaboom es un canal de música paquistaní que funciona las 24 horas. Cuando comenzó, transmitía música, entretenimiento, programas de noticias, alfombras rojas, desfiles de moda, programas de estilo de vida y de información y entretenimiento. Desde 2010, solo transmite música.